# Rauchschwache Pulver

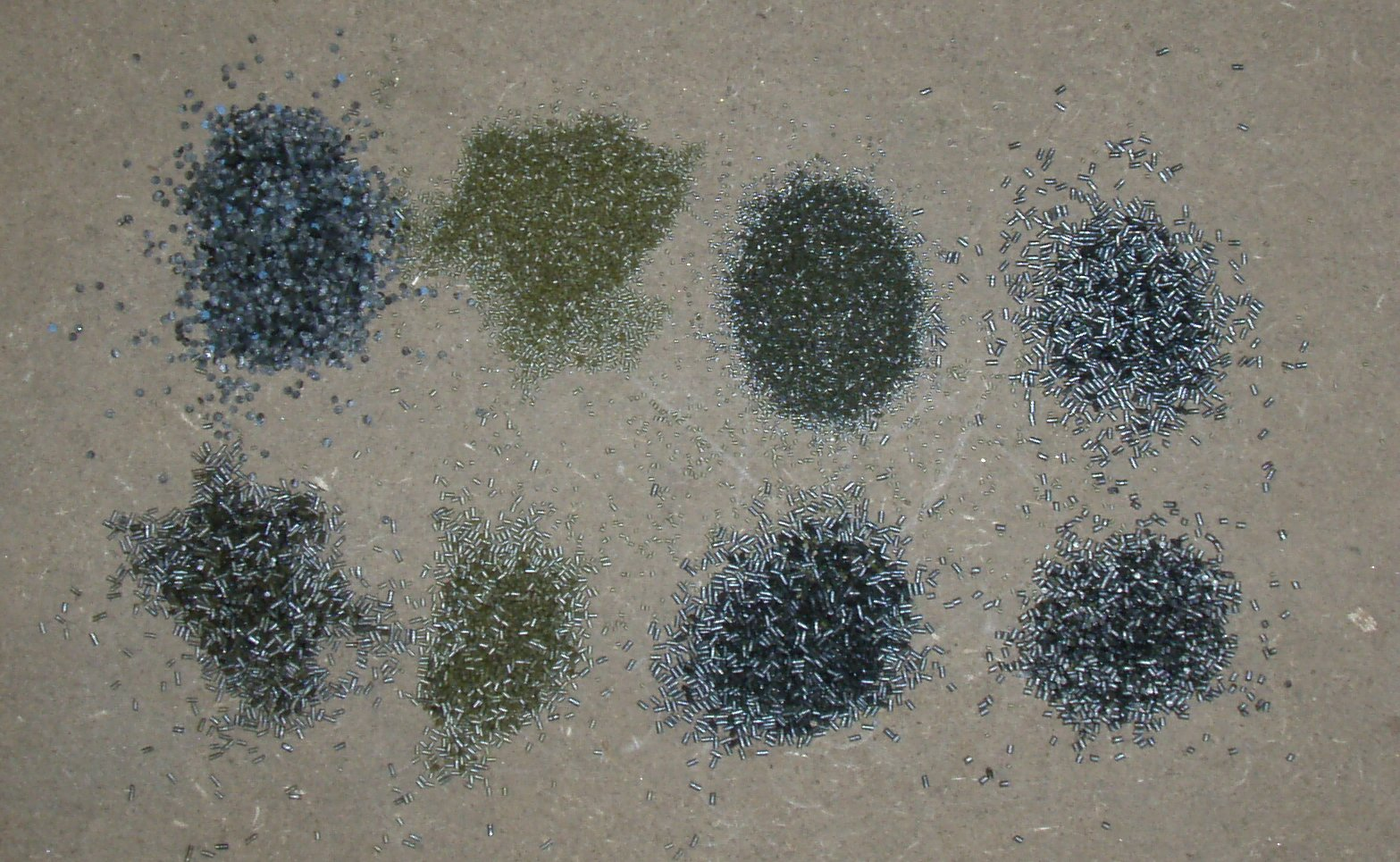
Unterschiedliche NC-Pulversorten

Rauchschwache Pulver (mit Nitrocellulose als Bestandteil oft NC-Pulver genannt) sind eine Gruppe von als Schießpulver eingesetzten Explosivstoffen, deren Hauptbestandteil Cellulosenitrat ist; oft auch Nitrocellulose (NC), Schießbaumwolle oder engl. guncotton genannt. Es wird zwischen einbasigen, zweibasigen und dreibasigen Treibmitteln unterschieden. Paul Vieille entwickelte 1882 die Treibladung aus Schießbaumwolle, das rauchlose Poudre B, indem er sie mit einer Mischung aus Alkohol und Ether behandelte. Aber erst Alfred Nobel gelang es, ein progressiv abbrennendes Pulver herzustellen. Er ließ die mit Salpeter behandelte Baumwolle mit Nitroglycerin gelieren. Diese Bestandteile bilden die Grundlage aller modernen rauchlosen Treibstoffe.

## Entwicklungsgeschichte

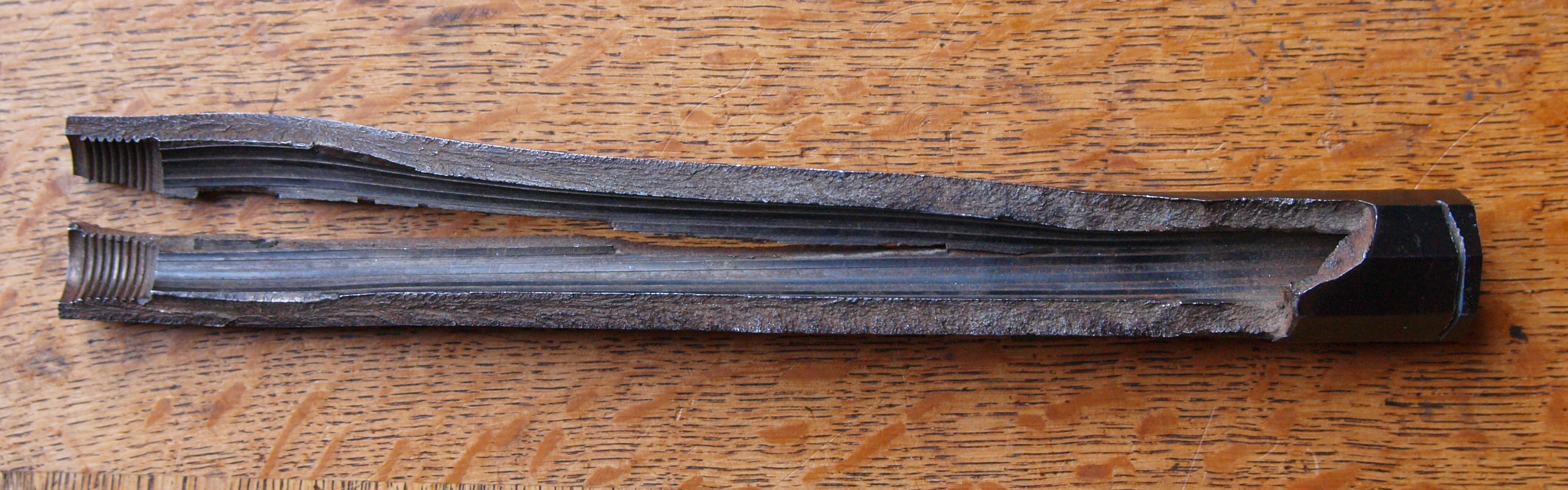
Geborstener Lauf einer Vorderladerpistole, die anstelle von Schwarzpulver mit Nitrocellulosepulver beschossen wurde und den erhöhten Belastungen nicht standhielt

Entwickelt wurden die rauchschwachen Schießpulver am Ende des 19. Jahrhunderts, als das bis dahin hauptsächlich als Treibmittel verwendete Schwarzpulver den Anforderungen moderner Artilleriewaffen nicht mehr genügte.
Die Problematik stellte sich wie folgt dar: Für die Verwendung in großkalibrigen Geschützen war Schwarzpulver wenig geeignet, weil es zu offensiv war: Die Treibladung war bereits abgebrannt, ehe das Geschoss das Rohrende erreicht hatte, und verursachte so eine stark ansteigende Druckkurve. Versuche, die Abbrandgeschwindigkeit zunächst durch gröbere Körnung des Schwarzpulvers, danach durch höhere Verdichtung der Rohpulvermasse zu verringern, zeigten nur begrenzte Erfolge. Weitere Nachteile waren die starke Rauchentwicklung und die starke Verschmutzung der Rohre durch Salze, die bei der Verbrennung von Schwarzpulver entstehen. So liefert ein Kilogramm Schwarzpulver bei der Verbrennung etwa 560 Gramm Salzgemisch, hauptsächlich Kaliumsulfit und Kaliumcarbonat. Die Salzverschmutzung bereitete besonders Probleme bei Gewehren (bei denen die Offensivität des Schwarzpulvers nicht störte) und war beim Übergang zu kleineren Kalibern hinderlich.
Nach wenig erfolgreichen Versuchen auf der Basis von Kaliumpikrat und einem Gemisch von Kaliumchlorat, Blutlaugensalz und Zucker begannen Versuche mit nitrierter Zellulose. Diese entwickelte kaum Rauch und hinterließ keinen Rückstand, war jedoch auch bei Gewehren zu offensiv.
Abhilfe für die unerwünschte Offensivität wurde durch das Gelatinieren mit verschiedenen Lösemitteln und das Phlegmatisieren gefunden. Durch das angewendete Gelatinierungsverfahren, Variation der Zusätze sowie Größe und Form der Pulverteile konnte nun das Abbrandverhalten weitgehend beeinflusst werden, jedoch nahm durch die verwendeten Zusätze die Rauchentwicklung zu und das Pulver verbrannte nicht mehr komplett rückstandsfrei. Das wurde jedoch aufgrund der sonstigen Vorteile in Kauf genommen.
Bereits seit 1882 entwickelte der französische Chemiker Paul Vieille das 1884 perfektionierte Poudre B, das heute als erstes rauchschwaches Pulver gilt, das in Form der Patrone 8 × 50 mm R Lebel in Gewehren genutzt wurde. Ein weiteres Nitrozellulosepulver wurde 1884 von Max Duttenhofer in der Pulverfabrik Rottweil erfunden und in großem Maßstab hergestellt. Alfred Nobel vermarktete Nitrozellulosepulver ab 1887 als Ballistit und wird ebenfalls als Erfinder genannt. In diesem Zusammenhang gab es Patentstreitigkeiten zu einer britischen Parallelerfindung, dem Kordit von Frederick Augustus Abel und James Dewar. Die rauchschwachen Pulver haben das Schwarzpulver als Treibladungsmittel fast völlig verdrängt, da sie gegenüber dem Schwarzpulver den Vorteil haben, den Lauf kaum zu verschmutzen und sicherer in der Handhabung zu sein.
Hiram Maxim erhielt im Jahr 1889 ein Patent für das rauchlose Pulver Maximite, aus Trinitrocellulose und Nitroglycerin.
In den USA hatte Eleuthère Irénée du Pont 1802 die Firma DuPont gegründet, die zunächst auf die Schwarzpulverherstellung spezialisiert war. Mit dem Aufkommen des rauchschwachen Pulvers übernahm sie dessen Einführung.

## Verbreitung
NC-Pulver sind heute das Standardpulver für Feuerwaffen. Für militärische Zwecke wird ausschließlich rauchloses Pulver eingesetzt, da es neben der geringeren Verschmutzung den Vorteil hat, dass die Position des Schützen nicht durch Rauchschwaden verraten wird. Die in Feuerwaffen eingesetzten Pulver benötigen eine Initialzündung. Diese wird bei Feuerwaffen vom Zündhütchen übernommen. Das Pulver brennt jedoch nur relativ langsam ab, wenn man es beispielsweise mit dem Feuerzeug anzündet, und entfaltet seine volle Wirkung erst von einer bestimmten Zündtemperatur an.
Ausnahmen von diesem Standard sind bei historischen Schwarzpulverschützen anzutreffen.
Seltener wird NC-Pulver heute als Treibladung in Artilleriegeschützen verwendet.

## NC-Pulver-Klassen – Zusammensetzung
Nach der Zusammensetzung werden die NC-Schießpulver in drei Klassen eingeteilt:
- Einbasige Schießpulver (Cellulosenitrat-Pulver): Mischungen von 80 % Schießbaumwolle und 20 % Kollodiumwolle, die mit Alkohol-Ether (Äther)-Gemischen gelatiniert und nach dem Formen und Trocknen mit Weichmachern wie Centraliten, Campher, Dibutylphthalat und ähnlichem phlegmatisiert werden.

- Zweibasige Schießpulver: Mischungen von Nitroglycerin und Cellulosenitrat, die man mit Aceton/Alkohol gelatiniert, anschließend zu Schnüren formt und dann das Lösemittel entfernt. Ein typisches Beispiel ist das britische Kordit, das der Schnurform seinen Namen verdankt.

- Dreibasige Schießpulver: Mischungen von Diethylenglycoldinitrat oder Triethylenglycoldinitrat und Cellulosenitrat, denen Nitroguanidin als dritte Komponente zugesetzt wird; diese Pulver haben einen niedrigen Energiegehalt bei großem Gasvolumen. Sie schonen durch die niedrigere Verbrennungstemperatur die Rohre und werden besonders bei Feldartillerie (Dauerfeuer) und Flak (hohe Kadenz) verwendet.

- Mehrbasige Schießpulver: Dazu zählen Mischungen ab drei Komponenten; Mischungen mit mehr als drei Komponenten werden selten hergestellt. Beispielsweise verwendeten die Deutschen im Zweiten Weltkrieg Mischungen von Diethylenglykoldinitrat oder Triethylenglykoldinitrat, Cellulosenitrat (nitrierte Cellulose), Hydrocellulose (hydrierte Cellulose) und Nitroguanidin – manchmal wurde noch Pikrinsäure (TNP) oder Benzoltrinitrat (TNB) zugesetzt, um die Brisanz zu erhöhen.

Wegen Mangel an Salpetersäure/Salpeter und rauchschwachen Pulvern (insbes. aus Cellulose) streckten die Deutschen im Zweiten Weltkrieg das Schießpulver, so z. B. auch mit Ammonsäure (Ammoniumsalzen).
Um das Mündungsfeuer zu verringern, gibt man oft noch Zusätze hinzu, etwa Salze wie z. B. Sulfate (Kaliumsulfat).
Die Rohrhaltbarkeit kann man durch Zusätze mit Stickstoff, wie Nitriden oder Aziden, erhöhen.

## Pyroxilinpulver und Nitroglycerinpulver
Die rauchschwachen (rauchlosen) Pulver teilt man in Pyroxilin- und Nitroglycerinpulver auf. Die Chemiker nennen sie kolloidale Pulver und unterscheiden zwischen
- Pulver basierend auf flüchtigen Lösungsmitteln,
- Pulver basierend auf schwer flüchtigen Lösungsmitteln.

Die Pyroxilinpulver werden hauptsächlich in den Patronen der Schusswaffen eingesetzt, die Nitroglycerinpulver mit der größeren Sprengleistung z. B. in Minen und Geschossen. Das moderne Pyroxilinpulver besteht aus gallertartigem Pyroxilin. Das Pyroxilin wird gewonnen, indem man das Zellgewebe (z. B. Holz, Watte, Lein, Hanf u. Ä.) mit dem Gemisch aus Salpeter- und Schwefelsäure behandelt, Nitroglycerin nach der Bearbeitung des Glycerins mit dem Gemisch aus Salpeter- und Schwefelsäure. Das Nitroglycerinpulver stellt man aus der Mischung des Pyroxilins und Nitroglycerins her.
Das Pyroxilin gehört zu den Brisanzsprengstoffen, deren Charakteristik die sehr hohe Abbrandgeschwindigkeit und zerschmetternde Splitterwirkung ist, verursacht durch die sich rasch ausdehnenden heißen Gase. Zur Verringerung der Brisanz und Umwandlung in das Pulver wird Pyroxilin mit Lösungsmitteln behandelt. Das Pyroxilin quillt unter der Einwirkung des Lösungsmittels auf und vermischt sich teilweise mit ihm. Dabei zerfällt seine faserige Struktur bis zu einem gewissen Grad und es verwandelt sich in eine teigartige plastische Masse, die eine beliebige Form annehmen kann. Diese Eigenschaft macht das Pyroxilin besonders wertvoll. Nach dem Entfernen des flüchtigen Lösungsmittels wird die Masse fest.
Als POL-Pulver (Pulver ohne [organische] Lösemittel) werden zwei- oder dreibasige Treibladungspulver für Artillerie oder auch als Raketentreibstoffe bezeichnet. Die Gelatinierung und Homogenisierung erfolgt mit Wasser durch Walzen-, Strangpress- oder Schneckenpress-Prozesse, wobei Diethylenglykoldinitrat oder Glycerintrinitrat als „Lösungs- und Quellmittel“ für Cellulosenitrat fungiert. Dann wird das Wasser bis auf etwa 1 % verdampft und anschließend das Pulver maschinell geformt.
Für die sogenannten Tropenpulver wurde in Deutschland wegen der geringeren Flüchtigkeit Triethylenglykoldinitrat statt Diethylenglykoldinitrat verwendet. Glycerintrinitrat war während beider Weltkriege wegen der Knappheit an Fetten und Ölen als Rohstoff nur begrenzt verfügbar.

## Zusatzstoffe
Zur Verringerung der Rauchentwicklung und Erhöhung der Lagerstabilität können 0,5 % bis 2 % Diphenylamin oder auch Harnstoff zugegeben werden. Mit der Zeit und bei hohen Lagertemperaturen lässt die Wirkung dieser Stabilisatoren nach, wodurch Selbstentzündung droht. Bei Verwendung in Artilleriegeschützen wird der Treibladung Blei, aus Gründen des Umweltschutzes zunehmend auch Bismuth oder Zinn beigegeben. Diese Stoffe sollen mit abgeriebenem Kupfer aus den Führungsbändern der Projektile reagieren und so dessen Reaktion mit dem Stahl der Rohrinnenfläche verhindern. Diese Ablagerungen erhöhen den Verschleiß und verringern den Rohrdurchmesser, was zu einem Ausfall der Waffe führen kann.
Ein Zusatz von 1 % Natriumoxalat oder 2 % Kaliumsulfat verhindert die Entzündung der Rauchgase und somit den Mündungsblitz.
Dinitrotoluol kann als Ersatz für Glycerintrinitrat oder Diethylenglykoldinitrat verwendet werden, ist allerdings bedeutend giftiger. Für denselben Zweck kann auch Ethylenglykoldinitrat verwendet werden, allerdings findet wegen des viel niedrigeren Siedepunktes durch Verdunstung und Rückkondensation eine langsame Entmischung statt. Deswegen ist dieses Pulver nicht lange lagerfähig.
Als Ersatz für Cellulosenitrat können bis zu 50 % Ammoniumnitrat zugegeben werden, allerdings ist das Schießpulver dann feuchtigkeitsempfindlich.
Es erfolgt eine Endbehandlung der Partikeloberfläche mit Campher. Dieser Zusatz phlegmatisiert das Pulver: Er lässt die Verbrennung langsamer anlaufen und unterstützt so die erwünschte schiebende Wirkung. Die fertigen Pulver werden graphitiert, um statische Aufladung beim Schütten und somit Funkenbildung zu vermeiden.
Experimentiert wird mit dem Zusatz von Fluoriden, der die Empfindlichkeit gegen Beschuss und Brände herabsetzen soll.

## Geometrie
Die Form der Pulverpartikel wird durch Strangpressen der gelatinisierten Masse erzeugt. Man unterscheidet Röhrenpulver (in verschiedenen Längen), Mehrlochpulver (Röhren, mehrfach perforiert), Blättchenpulver, Streifenpulver, Kugelpulver, Würfelpulver, Ringpulver, Nudelpulver (kurz geschnittene Stäbchen) und sonstige Formen. Die Form und Größe der Pulverteile wird weitgehend von der Größe und Form der Treibladung sowie dem gewünschten Abbrandprofil bestimmt. Die Geometrie wird durch verschiedene Presseverfahren im Herstellungsprozess festgelegt. Im Wesentlichen werden mit Blick auf das Abbrandprofil  drei Arten von Pulver unterschieden:
Degressives Pulver: Das Pulver ist in Blättchen oder Kugeln geformt. Dadurch verringert sich die Oberfläche während des Abbrennens. Entsprechend geht in diesem Zeitraum die erzeugte Gasmenge zurück. Dies ist besonders in kurzrohrigen Waffen erwünscht, wie Pistolen und Mörser, um schnell Druck aufzubauen, aber keine Verbrennung und damit übermäßige Rauchbildung vor der Mündung auszulösen.
Neutrales Pulver: Das Pulver ist in kurzen Röhren, vergleichbar einer Makkaroni, geformt. Es brennt zugleich von innen nach außen und von außen nach innen ab. Die dabei einerseits zu- und andererseits abnehmende Oberfläche bedingt über den Prozess eine gleichmäßige Gaserzeugung und damit Beschleunigung des Projektils. Insbesondere bei Hohlladungspatronen und allgemein bei Gewehren ist dieser Vorgang erwünscht.
Progressives Pulver: Das Pulver besteht aus Zylindern mit mehreren axialen Bohrungen. Dadurch nehmen die Oberfläche und die Gaserzeugung während des Abbrennens zu. Anwendungsgebiete sind sehr lange Waffenrohre, in denen trotz des großen Volumens ein hoher Gasdruck aufrechterhalten werden soll, und bei angestrebten sehr hohen Mündungsgeschwindigkeiten, etwa bei flügelstabilisierten Wuchtgeschossen.
In großkalibrigen Kanonen verwendet man meistens Röhrenpulver, in Steilfeuergeschützen Plattenpulver, in Handfeuerwaffen hauptsächlich feinkörnige Pulver. Treibsätze für Raketen werden in Form zylindrischer Presslinge hergestellt.
Um zu verhindern, dass eine Artillerietreibladung detoniert statt zu deflagrieren, wird diese nicht direkt von der Initialladung gezündet, sondern über eine Schwarzpulverzwischenladung. Dadurch wird auch die gleichmäßige Zündung der Gesamtladung sichergestellt.